# روبرت جي. غريفين
روبرت جي. غريفين (بالإنجليزية: Robert G. Griffin)‏ هو كيميائي أمريكي، ولد في 19 ديسمبر 1942.